# Poa diaphora
Poa diaphora là một loài cỏ trong họ hòa thảo, thuộc chi poa.